# Let's Make a Better World
Let's Make a Better World är en sång skriven av Earl King, och inspelad 1974 av Dr. John för hans album Desitively Bonnaroo. Senare samma år fick den svensk text av Pugh Rogefeldt, som därefter framförde den med titeln "Finns det lite stolthet kvar, finns det också hopp om bättring" på livealbumet Ett steg till, som inspelades under konserter i Skåne och Halland i december 1974.

### Fotnoter
1. ↑  Joakim Tegblom. ”Låtar du trodde var svenska”. Arkiverad från originalet den 26 oktober 2013. https://web.archive.org/web/20131026075436/http://gotiskaklubben.wordpress.com/2013/09/22/latar-du-trodde-var-svenska/. Läst 19 juni 2014.